# Nueva Zelanda en los Juegos Olímpicos de Sochi 2014
Nueva Zelanda estuvo representada en los Juegos Olímpicos de Sochi 2014 por un total de 15 deportistas que compitieron en 5 deportes. Responsable del equipo olímpico fue el Comité Olímpico de Nueva Zelanda, así como las federaciones deportivas nacionales de cada deporte con participación.
El portador de la bandera en la ceremonia de apertura fue el patinador de velocidad Shane Dobbin. El equipo olímpico neozelandés no obtuvo ninguna medalla en estos Juegos.